# Koledar
Koledar je sistem določanja časovnih točk v letu. Večina kmečkih in poljedelskih opravil je bila namreč prepuščena izzivu opazovanja narave, kar je označilo letne čase in tudi določalo določevanja datumov k pripadajočim dnevom, oziroma velikokrat razdelitev leta za napovedane obiske ali dogovorjene kupčije. Tudi sejmi in sestanki so morali biti vnaprej predvideni za različne ljudi. Datumi lahko temeljijo na zaznavnem gibanju astronomskih teles. Do nekako srednjega veka je bila glavna naloga astronomov izdelava koledarjev za družbene, zgodovinske in kronološke potrebe, čeprav ta naloga tudi danes ni zamrla. Koledar ni bil vedno popolnoma zavezan beleženju prav vsakega dneva ali prav vsake ure. Beleženje časa s sončno uro ali štetja dnevov z prvimi znaki pomladnega življenja in opustitev štetja zimskih dni, lahko pomeni zelo specifičen koledar. 
Veliko koledarjev je neperiodičnih, vendar nekateri koledarji (še posebej na primer majevski koledar) poznajo začetek ponovnega štetja

## Koledarski sestavi
Koledarji, ki so v rabi na Zemlji so največkrat Lunini, Sončevi, lunisolarni, planetni ali poljubni.
- Lunin koledar je usklajen z gibanjem Lune (lunine mene); primer je muslimanski koledar.

- Sončev koledar temelji na opazljivih spremembah letnih časov, ki so usklajeni z gibanjem Sonca; primera sta perzijski koledar in Hajamov koledar.

- Lunisolarni koledar je usklajen z gibanjema Lune in Sonca; primer je judovski koledar.

- Planetni koledar je določena časovna doba, ki temelji na več vidnih gibljivih telesih na nebu; primer je teden.

- Poljubni koledar ni usklajen z nobenim gibanjem telesa na nebu; primer je julijanski dan, ki ga uporabljajo astronomi, (ne smemo ga zamenjevati z julijanskim koledarjem).

Obstaja nekaj koledarjev, ki so usklajeni z gibanjem Venere kot so nekateri starodavni egipčanski koledarji. Uskladitev glede na Venero se je verjetno pojavila prvenstveno pri civilizacijah blizu ekvatorja.

## Seznam koledarjev
Seznam vključuje tudi datumske sestave, ki v resnici niso koledarji.

### Koledarji v uporabi
- gregorijanski koledar
- julijanski koledar
- Milankovićev koledar (prenovljeni julijanski koledar)
- kitajski koledar
- japonski koledar
- judovski koledar
- muslimanski koledar
- iranski koledar
- hindujski koledar
- popravljen julijanski koledar
- koptski koledar
- tajski Sončev koledar (suriyakati)
- zoroastrov koledar (vključuje parsi)
- malajalamski koledar
- bahajski koledar (bahá'íjev koledar)
- proračunsko leto
- ISO koledar tedenskega dneva
- 53-tedenski koledar
- astronomski koledar

### Starejši koledarji
- azteški koledar
- babilonski koledar
- egipčanski koledar
- koledar francoske revolucije
- atiški koledar (starogrški koledar)
- mezoameriški koledarji
  - majevski koledar
    - mezoameriški koledar dolgega štetja (majevski koledar dolgega štetja)
- prabolgarski koledar
- rimski koledar
- runski koledar
- ruski pravoslavni koledar
- pozitivistični koledar
- koledar sovjetske revolucije
- tajski Lunin koledar
- carigrajski koledar
- starogrški koledar

### Predlagani koledarji
- Darianov koledar za uporabo na Marsu, Jupitrovih Galilejevih lunah in Titanu.
- koledarske prenove:
  - svetovni koledar
  - mednarodni stalni koledar
- Hajamov koledar in izpeljanke